# Epilampra rothi
Epilampra rothi är en kackerlacksart som beskrevs av Fisk och Schal 1981. Epilampra rothi ingår i släktet Epilampra och familjen jättekackerlackor.
Artens utbredningsområde är Costa Rica. Inga underarter finns listade i Catalogue of Life.